# Брачный обыск
Бра́чный о́быск — письменный акт, содержащий определённые сведения о людях, собирающихся венчаться в церкви, и устанавливающий отсутствие препятствий к совершению их брака. В дореволюционной России, как правило, брачные обыски заносились в прошнурованные церковные книги, которые велись при храмах с XVI века вплоть до отделения Русской православной церкви от государства вскоре после Октябрьской революции 1917 года.
Первоначально основным законодательным документом по вопросам брака был сборник греко-римских законов — Кормчая книга. Затем брачные отношения в России регулировались венечными памятями. Венечная память являлась документом, который выдавался от имени патриарха или епархиального архиерея доверенными духовными лицами на имя священника на проведение определённого венчания, при этом с жениха и невесты взималась венечная пошлина.
В 1765 году венечные памяти были упразднены Сенатским указом «Об уничтожении венечных памятей и денежного сбора с оных и о произведении обысков прежде венчания вступающих в брак». Указом вводились брачные обыски — акты, составляющие содержание обыскных книг. В конце XIX — начале XX века брачный обыск получил второе название — предбрачное свидетельство.
Брачный обыск включал восемь позиций, подлежащих исследованию священником: 1) звание и состояние; 2) место жительства; 3) возраст; 4) отсутствие плотского и духовного родства и свойства; 5) семейное положение; 6) взаимное согласие (отсутствие принуждения) — до 1775 года от родителей венчающихся также требовалась присяга, что жених и невеста добровольно вступают в брак, без принуждения со стороны родителей; 7) согласие родителей или и вообще лиц, согласие которых требуется по закону; 8) необходимые письменные документы, прилагавшиеся к обыску.
Брачный обыск подписывался женихом и невестой, двумя или тремя поручителями и причтом церкви, к нему прилагались подлинные документы, из которых одни (например, разрешение начальства на вступление в брак) хранятся при обыскной книге, с других документов в эту книгу списываются копии (аттестат о службе и т. п.), а подлинники возвращаются с отметкой на них о совершении брака, за подписью священника. Форма брачного обыска установлена в 1765 году, изменена в 1837 году.
После октябрьской революции вышел из употребления в связи с изъятием у Церкви юридического права заключать и расторгать браки. Ныне роль брачного обыска заменяет для венчающихся справка из ЗАГСа: это связано с тем, что Церковь не имеет возможности самостоятельно проверить, является ли заключаемый брак единственным.
В Польской православной церкви брачный обыск используют до сих пор.